# ストーミー・マンディ
『ストーミー・マンディ』（原題：Stormy Monday）は、1988年制作のイギリスのサスペンス映画（フィルム・ノワール）。マイク・フィギスの監督デビュー作。
映画のタイトルはブルース・ギタリスト、T-ボーン・ウォーカーの代表曲「ストーミー・マンデイ」から取られている。

## あらすじ
イングランドのニューキャッスルのとある町にアメリカ人ビジネスマンのコズモがやって来た。彼はこの地でウォーター・フロント再開発を進めており、次々と土地を買収していたが、ジャズクラブのオーナーのフィニーだけが買収に応じないため、彼を説得しに来たのだ。
フィニーのもとで清掃係として働く青年ブレンダンはある日、食事のため入ったレストランでウェイトレスのケイトと知り合い、好意を持つ。その際、ブレンダンは隣の客の会話を耳にするが、それはフィニーを痛めつけて契約させようとするものだった。
ブレンダンはそのことをフィニーに知らせ、おかげでフィニーは事無きを得るが、ブレンダンはこれをきっかけにコズモの陰謀に巻き込まれることに。さらに、ブレンダンはケイトがコズモの愛人だと知る。

## キャスト
※括弧内は日本語吹替。
- ケイト：メラニー・グリフィス（島本須美）
- コズモ：トミー・リー・ジョーンズ（銀河万丈）
- フィニー：スティング（大塚芳忠）
- ブレンダン：ショーン・ビーン（山路和弘）
- トニー：ジェームズ・コスモ
- 市長：アリソン・ステッドマン
- ボブ：デレク・ホックスビー（津田英三）
- アンドレ：アンジェイ・ボルコウスキー（仲野裕）

※テレビ放映：テレビ東京「木曜洋画劇場」1995年3月9日